# Australian Flying Corps

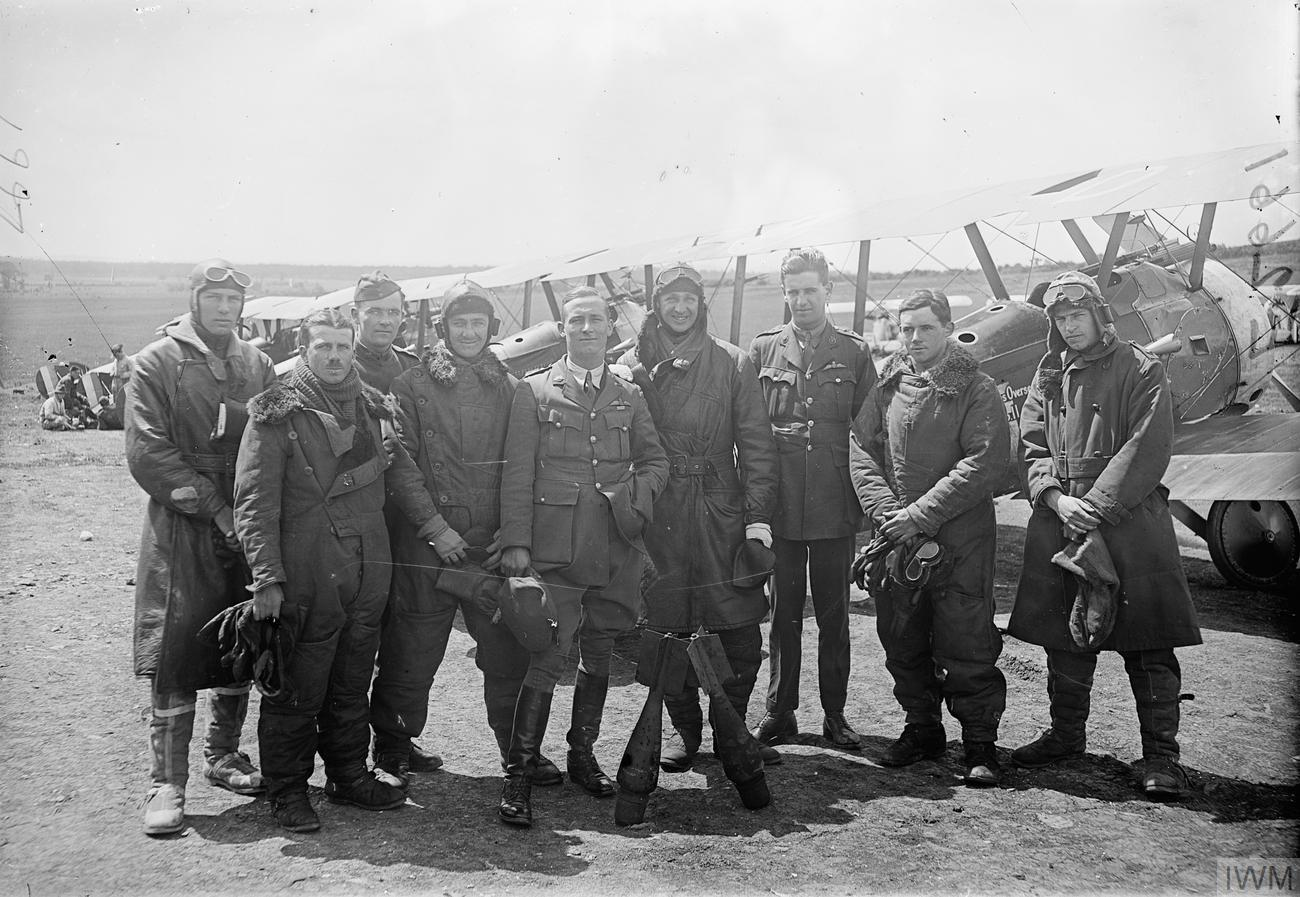
Fotografia di piloti AFC tra cui Harry Cobby ed Elwyn Roy King, nel giugno 1918.

L' Australian Flying Corps (AFC) era il ramo dell'esercito australiano responsabile degli aerei utilizzati durante la prima guerra mondiale e precursore della Royal Australian Air Force (RAAF). Durante la guerra, fu integrato nella prima forza imperiale australiana.
L'AFC era stato creato nel 1912, ma non fu realmente attivo fino al 1914. Scomparve nel 1921 quando fu creata la RAAF.